# 라이산섬

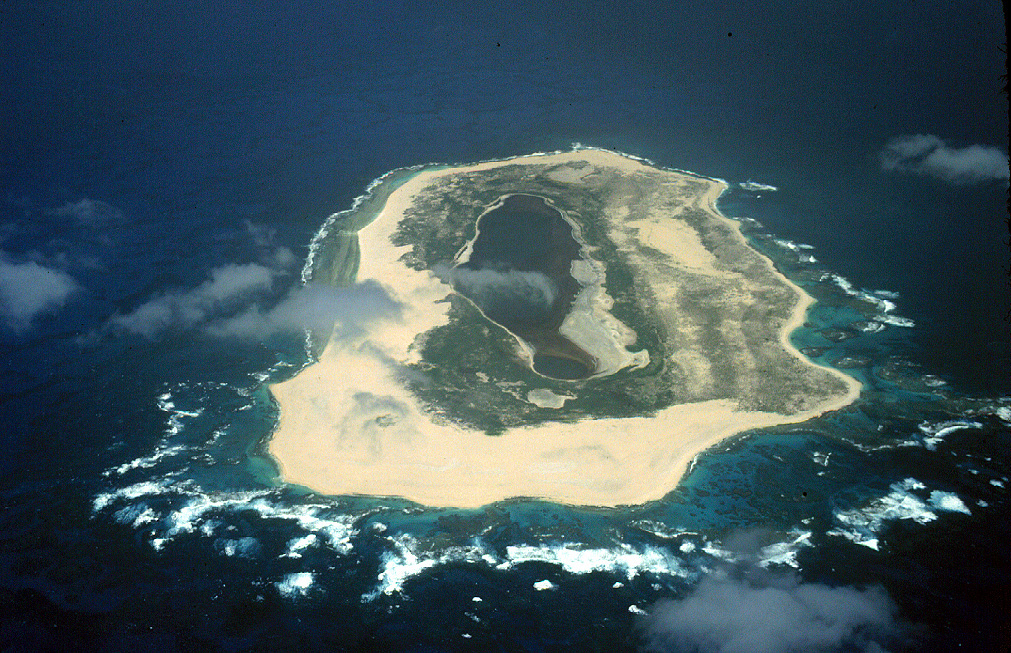

라이산(Laysan, 발음: '라이산' /ˈlaɪsɑːn/, 하와이어: Kauō [kɐwˈoː])은 호놀룰루에서 북서쪽으로 808해리(930마일, 1,496km) 떨어진 하와이 북서부 섬 중 하나이다. 면적은 1,016에이커(4.11km2)이고 면적은 약 1 x 1.5마일(1.6 x 2.4km)이다. 비록 땅이 바다보다 약 3배 더 높은 염분을 가지고 있는 해발 약 2.4m(7.9피트)의 얕은 중앙 호수를 완전히 둘러싸고 있지만 일종의 환초이다. 라이산의 하와이 이름인 카우오(Kauō)는 '달걀'을 의미한다.

## 서식종

### 새
- 레이산오리
- 알바트로스 (새)
- 큰군함조
- 군함조
- 흰제비갈매기
- 검은가슴물떼새
- 붉은꼬리열대새
- 푸른얼굴얼가니새
- 붉은발얼가니새
- 레이산뜸부기

## 같이 보기
- 무인도